# Église Saint-Louis-des-Français de Séville
Pour les articles homonymes, voir Église Saint-Louis-des-Français.
L'église Saint-Louis-des-Français (en espagnol : Iglesia de San Luis de los Franceses) est une ancienne église jésuite, aujourd'hui fermée au culte, située dans la ville espagnole de Séville, en Andalousie. Construite entre 1699 et 1730 sous la direction de l'architecte Leonardo de Figueroa, elle constitue un magnifique exemple de l'architecture baroque du XVIIIe siècle. Elle est classée monument historique depuis 1946.

## Histoire

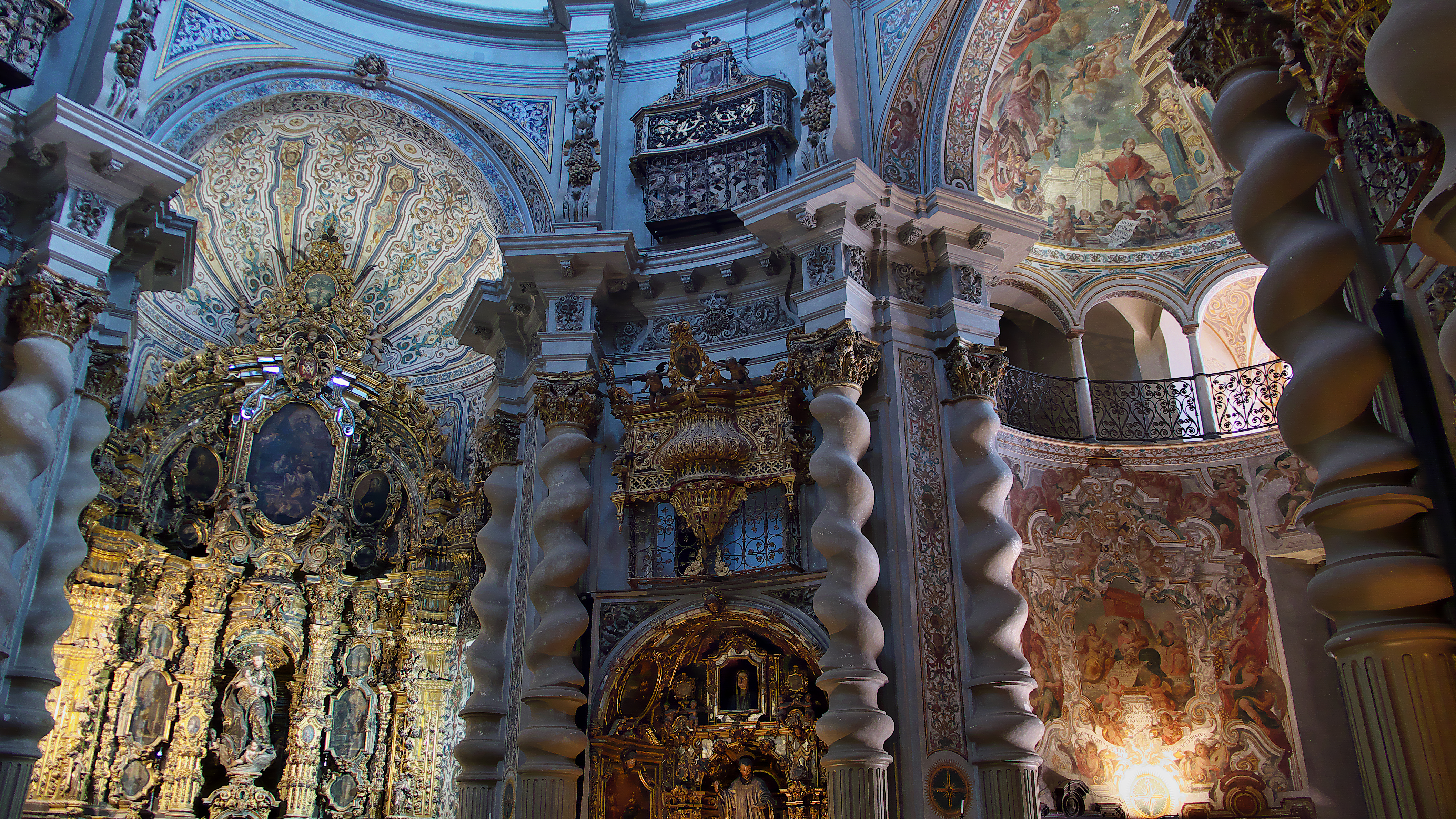
Intérieur de l'église

Les Jésuites arrivent à Séville en 1554, et construisent une église, une maison professe et un noviciat (bâtiment destiné à la formation des novices). De toutes ces constructions seule subsiste aujourd'hui l'église de l'Annonciation.
Au début du XVIIe siècle, Lucie de Medina fait don aux Jésuites de terrains pour l'édification d'un nouvel édifice plus vaste et d'une église. Les termes de la donation stipulaient que l'église devait être dédiée à saint Louis de France et que Lucie devait y être enterrée. En 1609, le noviciat est transféré. La construction de l'église commence en 1699, sous la direction de Leonardo de Figueroa, épaulé par Antonio Matías de Figueroa et Diego Antonio Díaz . Les travaux sont achevés en 1730, l'église est inaugurée un an plus tard.
En 1767, par ordre royal, Charles III expulse les jésuites d'Espagne, lesquels doivent abandonner l'édifice. Ils reviennent sur les lieux en 1817, jusqu'à ce que la loi de « désamortissement » (confiscation des biens improductifs de l'église) de Mendizábal ne provoque leur départ définitif.
Depuis lors, l'ancien noviciat a été successivement affecté à divers usages comme séminaire, couvent franciscain, hôpital des vénérables, usine et hospice jusqu'aux années 1960. L'église est demeurée fermée et désaffectée durant de nombreuses années.
La restauration commence en 1984 et se poursuit jusqu'en 1990. Actuellement, l'église, qui a retrouvé toute sa splendeur, est essentiellement utilisée pour des concerts et des représentations théâtrales. Elle est également ouverte à la visite.

## Architecture
L'église est située dans la rue Saint-Louis, au cœur du quartier de La Macarena. Mitoyenne des constructions voisines, et ne disposant d'aucun recul par rapport à la chaussée, elle semble s'intégrer parfaitement au tissu urbain et aux constructions environnantes. Seules ses tours et sa coupole aux tuiles vernissées permettent de la distinguer au loin. Elle est considérée comme étant un des sommets de l'art baroque sévillan : 
« " (…) l'église San Luis de los Franceses (1699) à plan compact, chef-d'œuvre de Leonardo de Figueroa est un exemple de profusion ornementale. Dans cette église, l'accord entre l'architecture, les sculptures, les retables de Pedro Duque Cornejo et les fresques du peintre Domingo Martínez illustre l'aspect théâtral, érigé comme principe fondamental de l'architecture baroque." »

### Extérieur

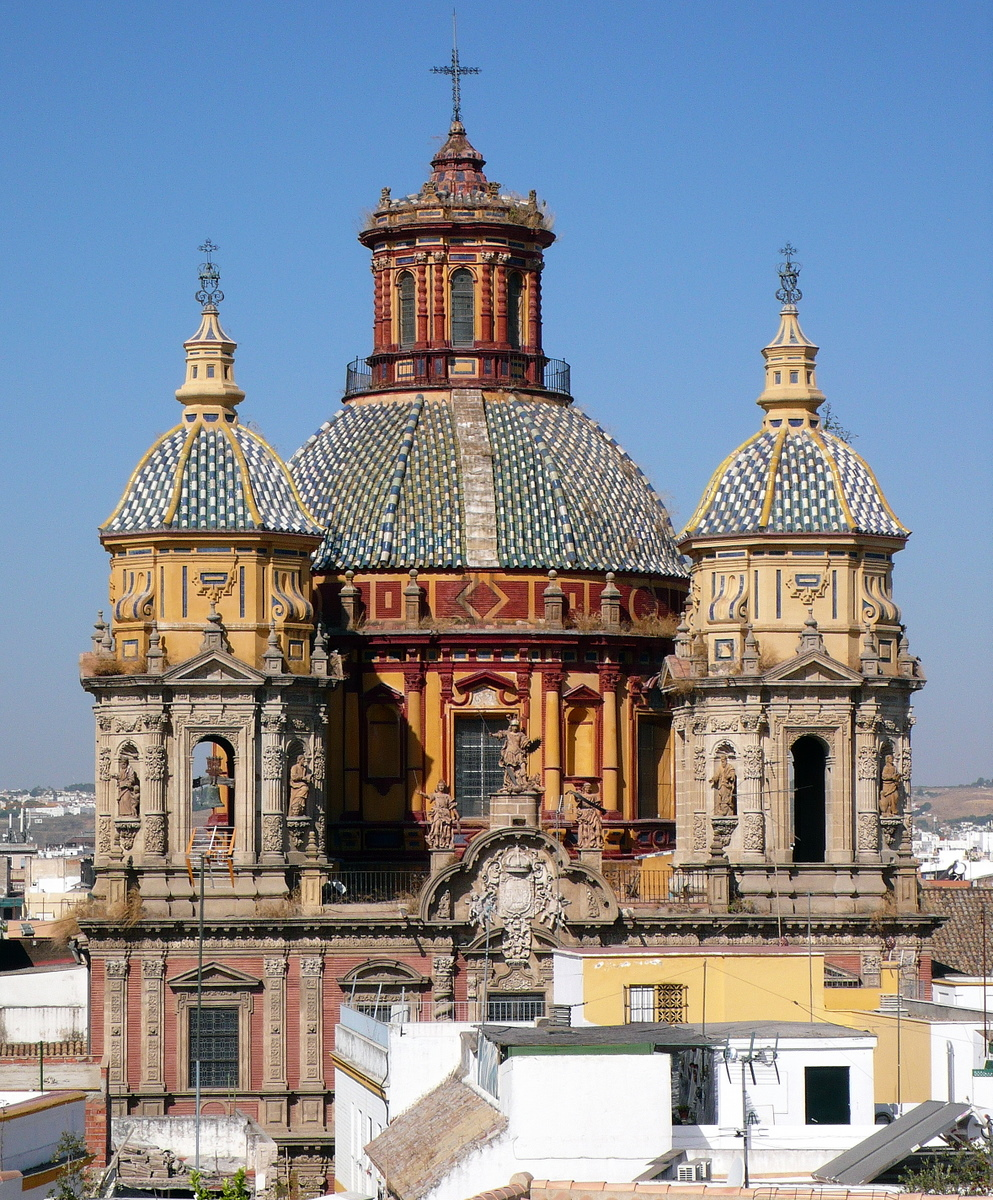
Extérieur de l'église

L'église est très nettement inspirée de l'église Sainte-Agnès en Agone de Rome. La façade est composée de deux niveaux en appareil de briques, rehaussé de très nombreux éléments décoratifs : moulures, pilastres sculptés, portes et fenêtres à frontons, corniches… L'ensemble est surmonté aux extrémités de deux tours octogonales, ornées de statues des quatre évangélistes .

### Intérieur
L'intérieur est organisé selon un plan en croix grecque, dotée d'absides semi-circulaires. Une splendide coupole peinte de fresques de Lucas Valdés représentant le mystère de l'Eucharistie, coiffe l'ensemble.

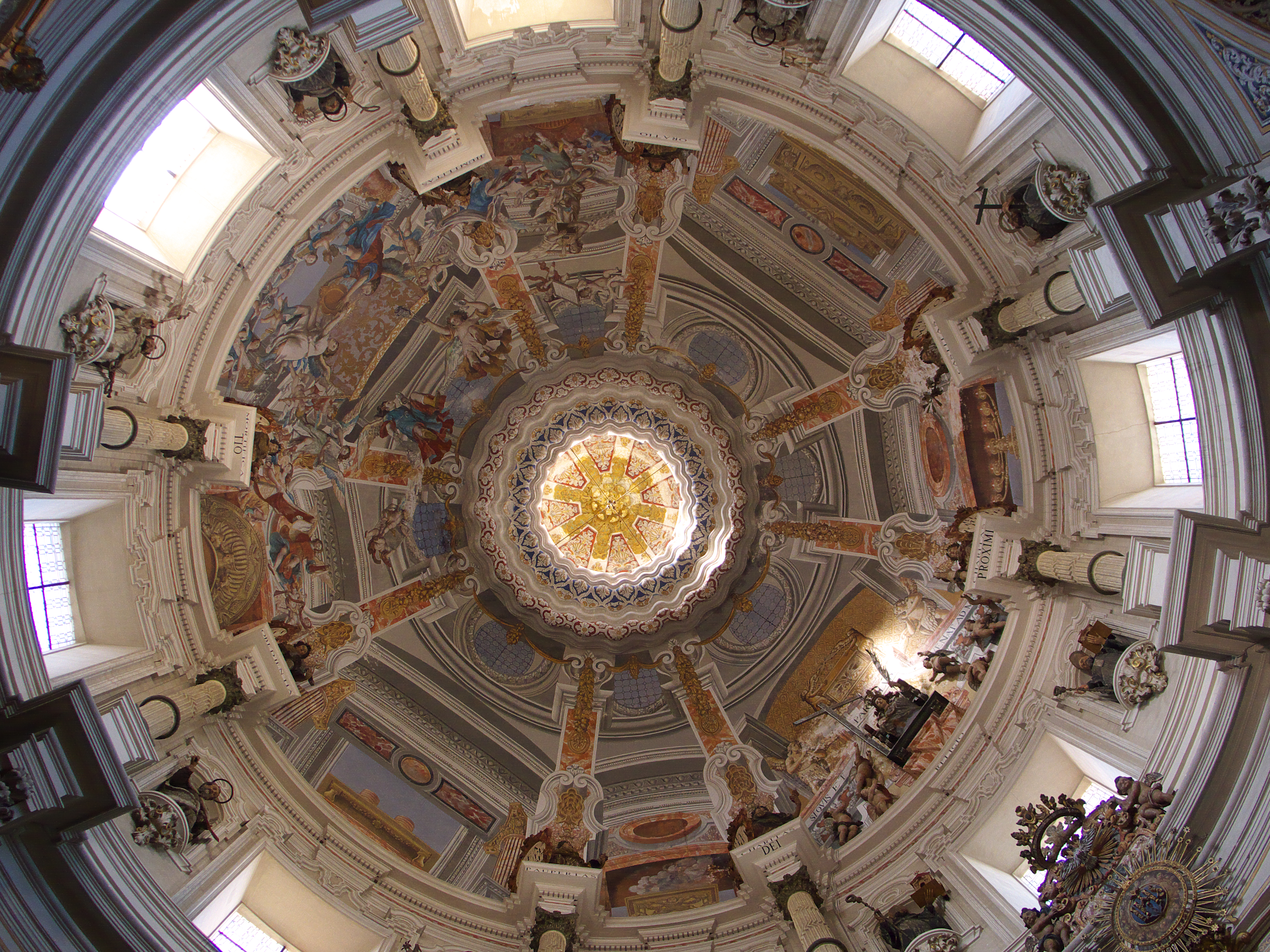
La coupole de l'église.

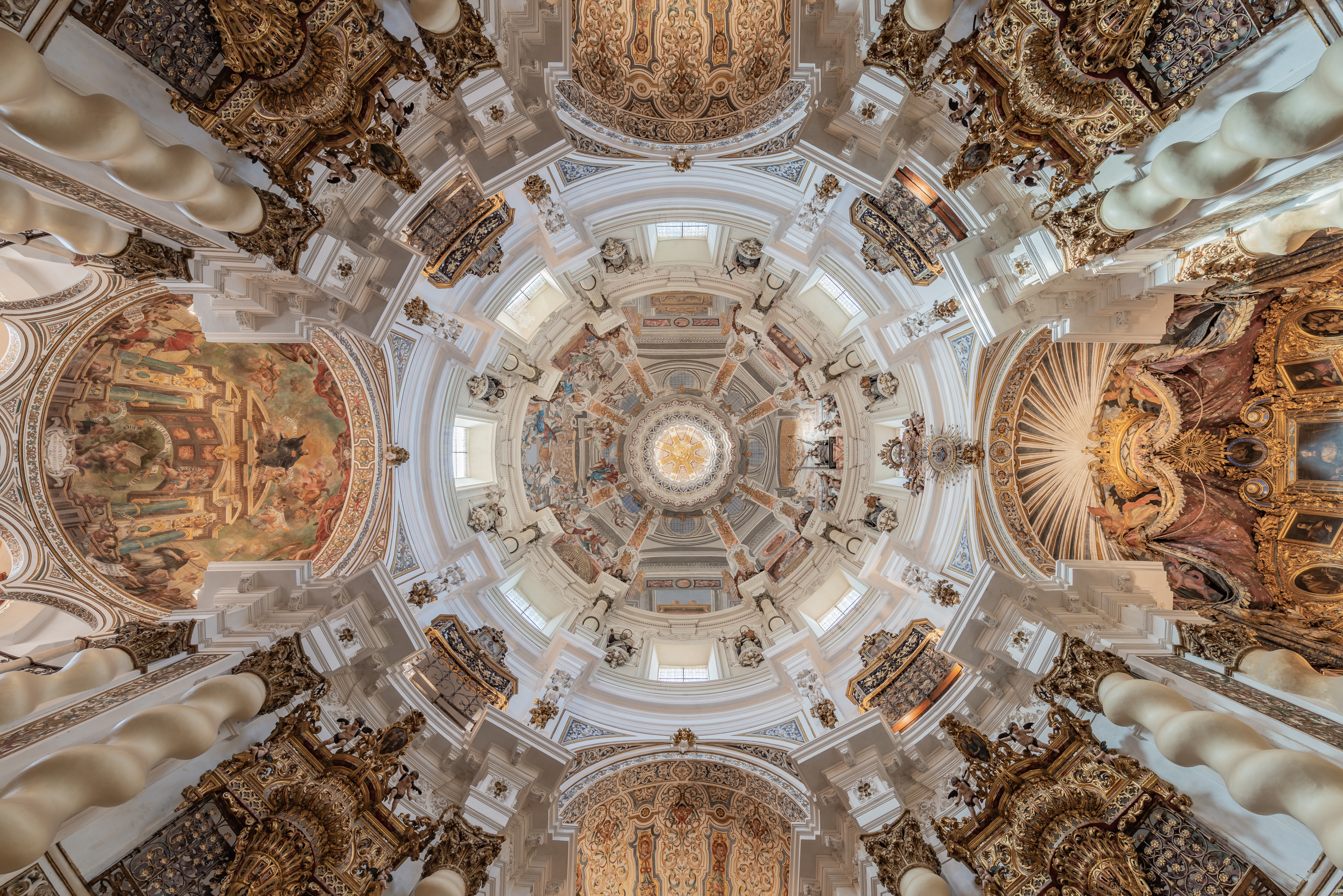
La coupole vue depuis le sol, juin 2021.

Les murs et les absides sont richement décorés, et constituent un des sommets de l'art baroque sévillan. Des représentations des grandes vertus (chasteté, obéissance, prière, humilité, pauvreté) figurent à la base des colonnes.
L'autel principal, d'une grande profusion décorative, est l'œuvre de Duque Cornejo.
Des toiles de Lucas Valdés, de Domingo Martínez (Apothéose de saint Ignace de Loyola) et de Zurbarán (Saint Louis) trônent en divers endroits du sanctuaire.

## Protection
L'église fait l'objet d’un classement en Espagne au titre de bien d'intérêt culturel depuis le 5 avril 1946.

### Sources
- (es) Cet article est partiellement ou en totalité issu de l’article de Wikipédia en espagnol intitulé « Iglesia de San Luis de los Franceses (Sevilla) » (voir la liste des auteurs).